# Fréland
Fréland je občina v departmaju Haut-Rhin francoske regije Alzacija.
Leta 1990 je v občini živelo 1 292 oseb oz. 65 oseb/km².